# Assedio di Pavia (590)
L'assedio di Pavia del 590 è uno degli episodi delle guerre che videro i Longobardi contrapporsi ai Bizantini per il controllo dell'Italia. Estremamente scarse sono le informazioni che abbiamo sulle operazioni ossidionali, probabilmente la potente flotta bizantina si limitò a affettuare un blocco statico del Ticino e del Po, isolando così, almeno lungo le vie d'acqua, Pavia.

## Antefatti
Pur impegnato in costanti conflitti contro Avari e Sasanidi, l’imperatore bizantino Maurizio progettava di riconquistare la porzione d’Italia controllata dai Longobardi e per far ciò, nel 584 si alleò con il Childeberto II, re dei Franchi d’Austrasia. Tuttavia, dopo varie spedizioni infruttuose, nel 588 i Franchi invasero nuovamente il regno longobardo, ma furono pesantemente battuti e dovettero ritirarsi. L’attivismo dei Franchi spinse il re Autari ad allearsi, in funzione antifranca, con il duca di Baviera Garibaldo I, unione sancita dal matrimonio del sovrano longobardo con Teodolinda, figlia del duca.
Nel frattempo, il nuovo esarca bizantino Romano riprese l’iniziativa accordandosi con i Franchi per una nuova, e meglio organizzata, invasione del regno longobardo: i bizantini avrebbero dovuto attaccare il regno dalla Romagna, mentre i Franchi sarebbero calati dalle Alpi piombando così alle spalle dell’esercito nemico. I due eserciti, una volta ricongiunti, avrebbero marciato contro la capitale del regno, Pavia e li avrebbero catturato Autari. Romano iniziò per primo le ostilità prendendo Mantova, Modena e Altino e ottenendo la resa di alcuni duchi longobardi, come quello di Reggio Emilia e di Parma. Non altrettanto veloce e fortunata fu l’offensiva franca, dato che dovettero affrontare la dura resistenza dei Longobardi e presso Bellinzona un contingente franco, guidato dal duca Olone, venne annientato. Tuttavia, nonostante i ritardi e le sconfitte, i Franchi riuscirono a raggiungere Milano, dove entrarono in contatto con una delegazione bizantina. Da Milano l’esercito franco si divise in due contingenti: uno occupò Piacenza e l’Emilia, mentre il secondo, guidato del duca Cedino, prese Verona e si spinse fino in Trentino. Abbandonato anche dai duchi di Bergamo e di Treviso e circondato da ogni lato da eserciti nemici molto numerosi, Autari decise di rinserrarsi a Pavia e a prepararsi a sostenere l’assedio della città.

## L'assedio
Probabilmente, il sovrano longobardo confidava nella difendibilità della sua posizione: Pavia, infatti, pur essendo posta in una zona pianeggiante, era difesa a sud dal Ticino. Lo stesso fiume, nei pressi della città, si divideva in numerosi meandri, intercalati da boschi, lanche e zone umide, ma le difese naturali di Pavia non si limitavano al Ticino: due piccoli corsi d’acqua (il Navigliaccio e le due Vernavole) originati dalle risorgive e dotati di acque perenni, scavavano due profondi avvallamenti a est e a ovest della città. Pavia inoltre era provvista di solide opere fortificate risalenti all’età romana, rafforzate pochi decenni prima durante il regno Ostrogoto. Nel frattempo Autari si attivò diplomaticamente per sbloccare la situazione: inviò infatti un’ambasciata al re di Borgogna Guntranno per chiedere al sovrano di fare da mediatore con Chiledeberto II per spingerlo a una pace. La mossa del sovrano longobardo fu efficace: quando l’esarca raggiunse le forze franche a Verona (che nel frattempo erano state decimate da un’epidemia) con l'intento di muoversi insieme a esse contro Pavia, venne a sapere che gli alleati avevano già stipulato una tregua di dieci mesi  con Autari e si stavano preparando per tornare in patria. Indignato, Romano scrisse a Childeberto II, invitandolo a riprendere l’offensiva e informandolo che una grande flotta bizantina, formata da moltissimi dromoni, aveva già risalito il Po e si trovava nei pressi di Pavia, isolando, almeno per via fluviale, la città. Tuttavia i Franchi non intervennero e quindi l'esarca Romano, nonostante diversi successi militari, come la sottomissione dei duchi longobardi di Parma, Reggio Emilia e Piacenza e di Gisulfo II, duca del Friuli, decise di non proseguire il blocco contro Pavia. L'ambizioso piano di Romano, che aveva pianificato di assediare Pavia sia dal Ticino (grazie alle navi bizantine) sia da terra con l'esercito franco, e, una volta presa la città, di catturare Autari, era stato vanificato dalla partenza del contingente franco. Grazie al ritiro dei Bizantini, Autari era così riuscito a salvare il regno dal tracollo, ma non poté godere a lungo del suo successo, morì infatti a Pavia il 5 settembre dello stesso anno.